# Bundesliga (vrouwenvoetbal)
De Fußball-Bundesliga der Frauen is de hoogste afdeling van het vrouwenvoetbal in Duitsland. Vanwege sponsoring is de officiële naam sinds het seizoen 2019/20 Flyeralarm Frauen-Bundesliga. De liga ging van start op 2 september 1990. Sinds het seizoen 1997/98 nemen er twaalf clubs aan deel, die in een landelijke volledige competitie strijden om het kampioenschap van Duitsland. De positie van de Bundesliga-clubs op de UEFA-ranglijst bepaalt hoeveel clubs er meedoen aan de Champions League en in welke fase van het toernooi ze instromen. De tweede plaats van de Bundesliga-clubs in de ranking van 2020/21 hield in dat de kampioen (Bayern München) zich rechtstreeks plaatste voor de groepsfase van de Champions League. De nummers twee en drie (VfL Wolfsburg en TSG Hoffenheim) stroomden in in respectievelijk de eerste en de tweede voorronde. De twee laagst eindigende teams van de Bundesliga degraderen naar de Tweede Bundesliga.

## Geschiedenis
De huidige landelijke opzet van de Bundesliga bestaat sinds het seizoen 1997/98. Tussen 1990 en 1997 bestond de Bundesliga uit een Noord- en een Zuidgroep met elk 10 teams. De nummers één en twee van elke groep streden in een knock-out-toernooi om de landstitel. In het eerste jaar van zijn bestaan (1990/91) was de Bundesliga beperkt tot het toenmalige West-Duitsland. Sinds het seizoen 1991/92 is de Bundesliga de competitie voor het gehele verenigde Duitsland. In het seizoen 1991/92 werden twee voormalig Oost-Duitse teams toegelaten tot de Bundesliga en bestonden de Noord- en Zuidgroep eenmalig uit elk 11 teams. Recordtitelhouder van de Bundesliga, met zeven titels, is 1. FFC Frankfurt, dat vanaf het seizoen 2020/21 deelneemt als Eintracht Frankfurt.
Vóór de instelling van de Bundesliga, tussen 1973 en 1990, werd het landskampioenschap beslist in een eindtoernooi of een knock-out-fase met de kampioenen van de Duitse deelstaten.

## Landskampioenen
Gegevens: Duitse voetbalbond.

## Aantal landstitels (1974-2025)

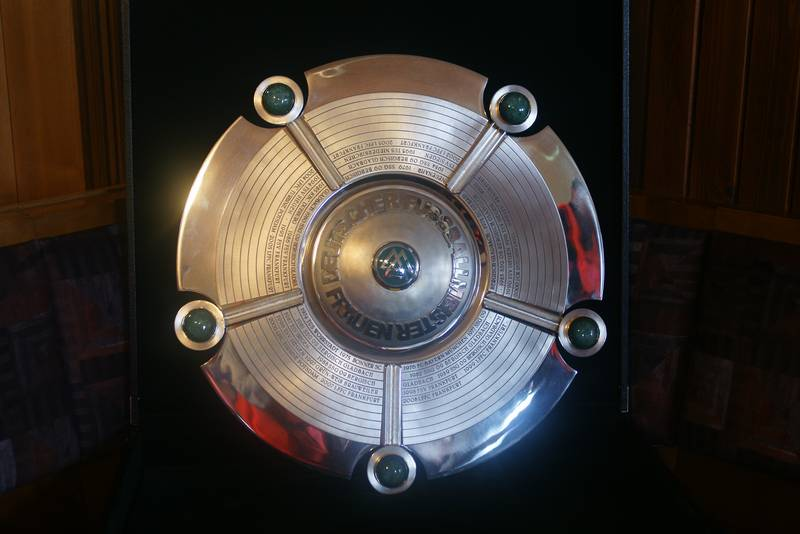
De kampioensschaal

LK = landskampioen (d.i. titels sinds 1974), BL = titels Bundesliga (d.i. titels sinds 1991)
| LK | BL | Club                                                       |
| -- | -- | ---------------------------------------------------------- |
| 9  |    | SV Bergisch Gladbach 09                                    |
| 7  | 7  | 1. FFC Frankfurt                                           |
| 7  | 7  | VfL Wolfsburg                                              |
| 7  | 6  | FC Bayern München                                          |
| 6  | 4  | TSV Siegen                                                 |
| 6  | 6  | 1. FFC Turbine Potsdam                                     |
| 3  | 2  | FSV Frankfurt                                              |
| 1  |    | TuS Wörrstadt, Bonner SC, SC 07 Bad Neuenahr, KBC Duisburg |
| 1  | 1  | TuS Niederkirchen, Grün-Weiß Brauweiler, FCR Duisburg      |
| 52 | 35 |                                                            |

## Eeuwige ranglijst Bundesliga vanaf 1997/98
Data: Duitse voetbalbond. Vanwege de andere opzet van de Bundesliga in de seizoenen 1990/91 tot en met 1996/97 zijn de resultaten uit die seizoenen niet in de ranglijst verwerkt. De resultaten van de clubs zijn inclusief de resultaten van eventuele voorgangers (zie toelichting onder tabel).
De resultaten van Eintracht Frankfurt omvatten ook die van voorgangers SG Praunheim en 1. FFC Frankfurt.
De resultaten van MSV Duisburg omvatten ook die van voorgangers FCR Duisburg 55 en FCR 2001 Duisburg.
De resultaten van VfL Wolfsburg omvatten ook die van voorganger WSV Wolfsburg-Wendschott.
De resultaten van 1. FC Köln omvatten ook die van voorgangers Grün-Weiß Brauweiler en FFC Brauweiler Pulheim 2000.
De resultaten van FFC Heike Rheine omvatten ook die van voorganger FC Eintracht Rheine.
1990/91 · 
1991/92 · 
1992/93 · 
1993/94 · 
1994/95 · 
1995/96 · 
1996/97 · 
1997/98 · 
1998/99 · 
1999/00 · 
2000/01 · 
2001/02 · 
2002/03 · 
2003/04 · 
2004/05 · 
2005/06 · 
2006/07 · 
2007/08 · 
2008/09 · 
2009/10 · 
2010/11 · 
2011/12 · 
2012/13 · 
2013/14 · 
2014/15 · 
2015/16 · 
2016/17 · 
2017/18

Bundesliga · DFB-Pokal · UEFA Women's Champions League